# 沼野輝彦
沼野 輝彦（ぬまの てるひこ、1940年12月 - ）は、日本の法学者。弁護士（第二東京弁護士会）。日本大学教授（刑法）。ゼミ生に衆議院議員浅川義治がいた。

## 略歴
- 1966年　東京大学法学部卒業
- 1971年3月　東京大学大学院法学政治学研究科博士課程単位取得退学
- 日本大学法学部専任講師
- 1985年　日本大学法学部教授

## 恩師
恩師に藤木英雄（元・東大教授）がいる

## 著書
- 『設例刑法教室』I・II（東京法経学院）
- 『判例刑法研究3. 責任』（有斐閣、共著）
- 『刑法入門』（有斐閣、共著）
- 『公害犯罪と企業責任』（弘文堂、共著）

| スタブアイコン | サブスタブ | この項目は、まだ閲覧者の調べものの参照としては役立たない、人物に関連した書きかけの項目です。この項目を加筆・訂正などしてくださる協力者を求めています（P:人物伝/PJ:人物伝）。 |